# Zaraźliwość
Zaraźliwość – zdolność przeniesienia się patogenu z rezerwuaru na nowego gospodarza.